# 43e législature de la Colombie-Britannique
La 43e législature de la Colombie-Britannique siège à partir d'octobre 2024. Ses membres sont élus lors de l'élection générale de 2024.

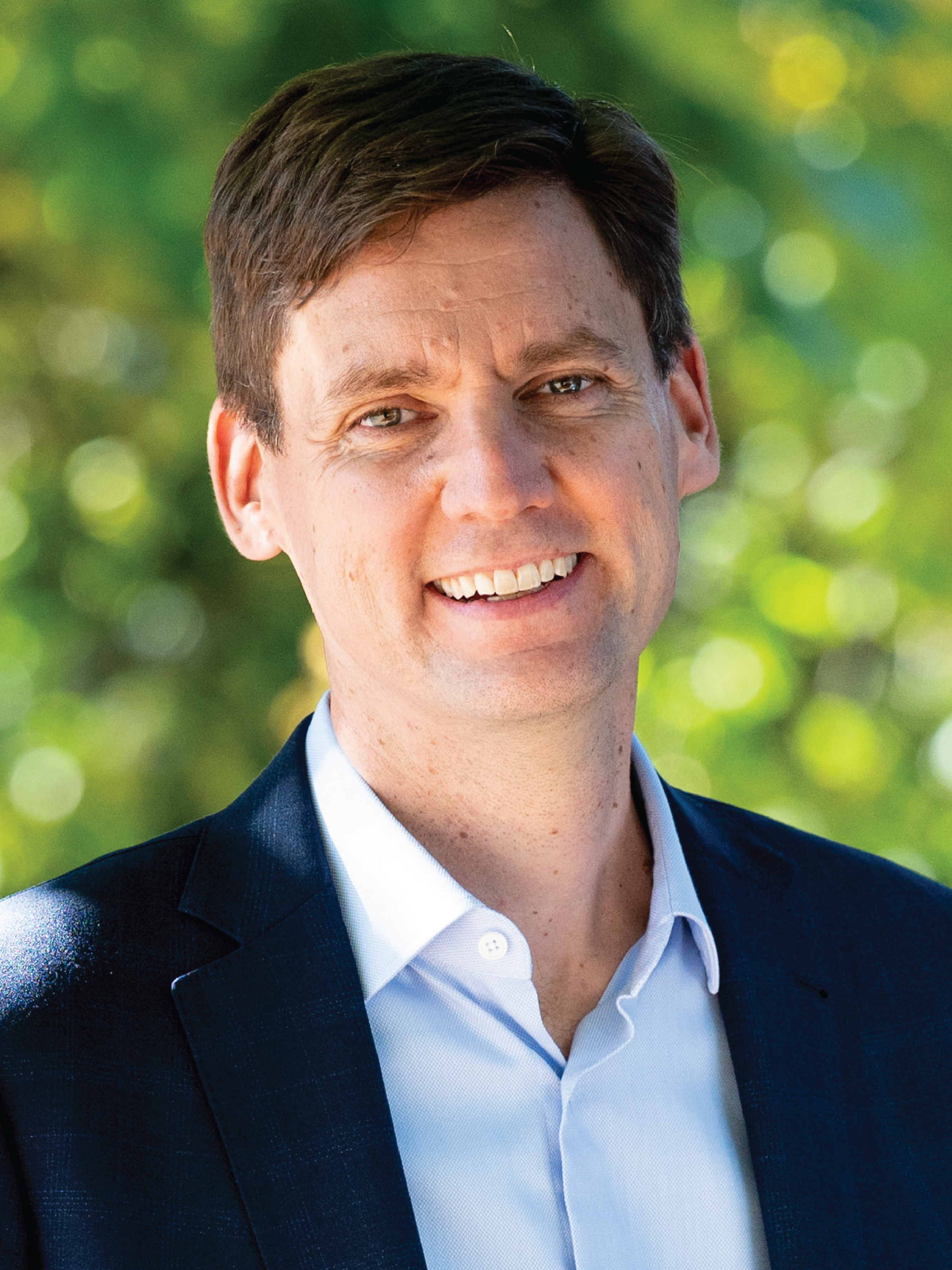
David Eby, Premier ministre de la Colombie-Britannique (2022-...).

## Contexte
La législature débute après un scrutin marqué par la disparition totale des libéraux, devenu BC United, qui se retirent au profit du Parti conservateur de la Colombie-Britannique le 28 août, non-représentés dans l'Assemblée législative depuis l'élection générale de 1975. Il s'agit donc de la première fois depuis l'élection générale de 1986 que l'assemblée n'a plus d'élus libéraux.
Le scrutin très serré amène toutefois à une victoire du NPD, avec une majorité tenant à un siège, pour un troisième mandat successif, une première historique. Les verts, qui espéraient avoir la balance du pouvoir, n'ont que deux sièges, l'élection est cependant marqué par le premier siège hors de l'île de Vancouver.
Pour la première fois, l'Assemblée législative comporte plus de femmes que d'hommes élus.